# Leptochilichthyidae
Leptochilichthyidae (Glaskopvissen) zijn een familie van straalvinnige vissen uit de orde van Spieringachtigen (Osmeriformes).

## Geslacht
- Leptochilichthys Garman, 1899